# 권응인
권응인(權應仁)는 경상북도 성주군 출신으로 호는 송계(松溪)이다. 생몰년은 미상이나 퇴계 이황의 제자로서 16세기 초반에서 16세기 말 임진왜란 발발 직전까지 활약한 인물로 추정된다. 시와 문에 능하였으며 송계만록(松溪漫錄)을 저술하였다. 송계만록은 제2권만 전한다.
조선 중기의 유학자로서 당시의 사회제도에서는 서제로 알려져있다. 또한 그가 저술한 송계만록은 상권 및 하권으로 시 및 그림 그리고 일화를 서술하고있어 문화적 가치가 높다. 그러나 한권은 임진왜란때 소실된것으로 알려져있다.

## 뻐꾸기 은사
권응인의 송계만록을 비롯해서 이양연의 시 '미장조'나 조석주의 백야기문(白野記聞)에는 세속을 떠나 은둔하는 선비가 정작 세속에 연연하는 모습을 가리키는 것으로 '뻐꾸기 은사'를 언급하고 있다. 또한 송계만록에서는 우리나라에서 옛부터 숨바꼭질 놀이에서 뻐꾸기 소리를 장난으로 사용한다고 언급하고 있다. 한편 뻐꾹새는 탁란을 한다.

## 같이 보기
- 어우동
- 택리지